# Sofía Rodríguez
Sofía Rodríguez Revert, née le 21 octobre 1999 à Ontinyent, est une cycliste professionnelle espagnole. Spécialiste du cyclo-cross, elle court également sur route, en VTT et en gravel. 

## Biographie
Au début de sa carrière, Sofía Rodríguez pratique le cyclo-cross en hiver et le cyclisme sur route en été. Elle combine ses activités sportives avec des études en biotechnologie à l'Université Polytechnique de Valence. 
En 2017, elle devient championne d'Espagne de cyclo-cross juniors (17/18 ans) et participe avec l'équipe nationale aux championnats du monde et d'Europe sur route juniors. Lorsqu'elle est entre dans la catégorie des espoirs (moins de 23 ans), elle rejoint l'équipe basque Sopela. En 2020, elle est championne d'Espagne de cyclo-cross espoirs et l'année suivante, elle remporte des courses du calendrier national, ce qui lui permet de signer un contrat avec l'équipe Bizkaia-Durango pour l'année suivante. Elle participe à plusieurs courses World Tour avec cette équipe, notamment le Tour d'Italie en 2022 et 2023 et le Tour d'Espagne en 2023. 
Après avoir déjà effectué sa saison de cyclo-cross pour la formation Nesta-MMR durant l'hiver 2022-2023, elle rejoint complètement cette équipe à la mi-2023 pour se concentrer davantage sur les disciplines tout-terrain telles que le cyclo-cross, le VTT cross-country et les courses de gravel. Cette nouvelle orientation porte ses fruits avec deux titres de championne nationale en 2024, en cross-country short track et en course de gravel, ainsi qu'en devenant championne d'Espagne de cyclo-cross en 2025 pour la première fois chez les élites. Elle remporte plusieurs autres courses de cyclo-cross en Espagne.

## Palmarès en cyclo-cross
- 2016-2017
  -  Championne d'Espagne de cyclo-cross juniors
- 2018-2019
  - 3e du championnat d'Espagne de cyclo-cross espoirs
- 2019-2020
  -  Championne d'Espagne de cyclo-cross espoirs
- 2021-2022
  - 3e du championnat d'Espagne de cyclo-cross
- 2022-2023
  - Coupe d'Espagne #7, Alcobendas
  - 2e du championnat d'Espagne de cyclo-cross
- 2023-2024
  - Coupe d'Espagne #8, Valence
  - 2e du championnat d'Espagne de cyclo-cross
- 2024-2025
  -  Championne d'Espagne de cyclo-cross
  - Coupe d'Espagne #7, Xàtiva
  - Amurrioko Ziklo-Krossa, Amurrio
  -  Médaillée de bronze du championnat d'Europe de cyclo-cross en relais mixte

## Palmarès sur route

### Par années
- 2017
  - 9e du championnat d'Europe sur route juniors

### Résultats sur les grands tours

#### Tour d'Italie
2 participations
- 2022 : 103e
- 2023 : abandon (9e étape)

#### Tour d'Espagne
1 participation
- 2023 : 117e

### Classements mondiaux
| Année                                 | 2018 | 2019 | 2020 | 2021 | 2022  |
| ------------------------------------- | ---- | ---- | ---- | ---- | ----- |
| Classement UCI                        | 722e | nc   | 656e | nc   | 1155e |
|                                       |      |      |      |      |       |
| Légende : nc = non classéSource : UCI |      |      |      |      |       |

## Palmarès en VTT
- 2024
  -  Championne d'Espagne de cross-country short-track
  - 3e du championnat d'Espagne de cross-country
  - 3e du championnat d'Espagne de cross-country marathon

## Palmarès en gravel
- 2024
  -  Championne d'Espagne de gravel